# Harmonia (filosofia)
L'harmonia és la concordança i proporció de les parts d'un objecte o entitat o bé la correlació entre entitats d'ordres diferents, de manera que una reprodueix l'esquema de l'altra.
El concepte és clau en el pensament grec: a l'harmonia ha de tendir l'home evitant els excessos (seguint els principis de l'ètica per a una correcta conducta), l'art ha de ser equilibrat i guardar simetria i el món terrenal reprodueix el celestial o diví (aquesta noció de Plató segons la qual les coses del món són una còpia de la seva idea del món intel·ligible serà reformulada en termes cristians a l'Edat Mitjana). Aristòtil la iguala a l'ordre i la unitat orgànica, un concepte que ve d'Heràclit en la seva cerca d'unificar els contraris. Pitàgores introdueix l'anomenada harmonia de les esferes per portar a l'extrem aquestes relacions a l'univers, entès com a cosmos o tot ordenat.
El personatge mitològic d'Harmonia (filla d'Ares) és la personificació d'aquest concepte filosòfic: és la filla dels déus de l'amor i de la guerra, les dues grans forces que mouen l'home (i que la psicoanàlisi reconvertirà amb el nom de les pulsions d'eros i thanatos amb Sigmund Freud). Una persona harmònica, per tant, equilibra les seves passions, un ideal que romandrà intacte fins al romanticisme, on justament es defensarà un art i una filosofia que fugin de l'harmonia i busquin en canvi l'extrem i l'originalitat.
Un problema recurrent en filosofia és explicar l'harmonia entre cos i ànima, si pertanyen a natures diferents com poden formar una unitat o influir-se? Aquesta pregunta és una de les primordials del dualisme i va passar posteriorment a tota la reflexió sobre la ment.